# Наградова, Наталья Константиновна
Наталья Константиновна Наградова (13 июня 1928, Москва — 29 июня 2013, Москва) — советский и российский биохимик, специалист в области энзимологии, профессор Московского государственного университета, лауреат Государственной премии СССР.

## Биография
Н. К. Наградова родилась в Москве 13 июня 1928 года, в семье сотрудника Народного комиссариата тяжёлой промышленности Константина Ивановича Ляпидевского и Александры Федоровны Ляпидевской.
В 1946 году, окончив школу с золотой медалью, поступила на Биолого-почвенный факультет МГУ. По окончании аспирантуры в 1955 году защитила в МГУ кандидатскую диссертацию по биологии, работала под руководством академика С. Е. Северина на кафедре биохимии животной клетки биологического факультета, а с 1965 года — старшим научным сотрудником Межфакультетской лаборатории молекулярной биологии и биоорганической химии им. А. Н. Белозерского МГУ. В 1979 году получила ученую степень доктора биологических наук, в 1989 году утверждена в звании профессора. С 1987 года — главный научный сотрудник Отдела биохимии животной клетки НИИ им. А. Н. Белозерского. Член Российского биохимического общества, Научного совета РАН по биохимии, зам. председателя учёного совета МГУ по биологии, член экспертного совета ВАК.
В 1984 году Н. К. Наградова в составе группы учёных была удостоена Государственной премии СССР за цикл работ «Химические основы биологического катализа».
Похоронена на Донском кладбище в Москве.

## Научная деятельность
Исследования Н. К. Наградовой были посвящены структуре и функциям глицеральдегид-3-фосфатдегидрогеназы, а также вопросам формирования и функциональной роли нативной пространственной структуры олигомерных белковых молекул. Она является автором четырёх монографий и около 200 научных статей, изданных в России и за рубежом. Под её руководством подготовлен ряд дипломных работ и кандидатских диссертаций.

## Преподавательская работа
Н. К. Наградова долгое время читала курсы лекций по энзимологии и четвертичной структуре белка на кафедре биохимии биологического факультета, а затем на факультете биоинженерии и биоинформатики МГУ. В 1990-е годы неоднократно выезжала с лекциями по программе ознакомления учителей средней школы в регионах России с последними достижениями естественных наук.